# Jackson megye (Észak-Karolina)
Jackson megye az Amerikai Egyesült Államokban, azon belül Észak-Karolina államban található. Megyeszékhelye és legnagyobb városa Sylva. Lakosainak száma 43 109 fő (2020. április 1.). Jackson megye Haywood, Transylvania, Oconee, Rabun, Macon és Swain megyékkel határos.

## Népesség
A megye népességének változása:
| Lakosok száma | 40 351 | 40 182 | 40 500 | 40 919 | 41 265 | 43 109 |
|               | 2010   | 2011   | 2012   | 2013   | 2015   | 2020   |